# Grayson Hall
Grayson Hall (Filadelfia, 18 de septiembre de 1922-Nueva York, 7 de agosto de 1985) fue una actriz estadounidense de televisión, cine y teatro. Se hizo muy conocida por sus innovadoras interpretaciones teatrales durante las décadas de 1960 y 1980. Fue nominada al Óscar a la mejor actriz de reparto y al Globo de Oro por su papel en la película La noche de la iguana (1964) de John Huston.

## Biografía
Hall nació en Filadelfia en 1922 como Shirley Grossman, siendo hija única de Eleanor y Joseph Grossman. Su padre era de Letonia y su madre, que había actuado en el teatro yiddish, era de Sudáfrica. Los dos eran inmigrantes judíos.
Cuando Hall tenía ocho años, sus padres se separaron, aunque nunca se divorciaron. Ella empezó a interesarse por la interpretación como forma de escapar de una infancia dolorosa y participó en audiciones para obras de teatro en Nueva York mientras seguía asistiendo al Simon Gratz High School en el norte de Filadelfia. Se matriculó en la Universidad de Temple, pero no terminó sus estudios. En 1942, conseguía su primer trabajo profesional como actriz de verano en Long Island.
En 1946, Grayson Hall se casó con el también actor Ted Brooks en Filadelfia, pero se separaron en 1949 y ella regresó a Nueva York. En 1952, se casó con el escritor Sam Hall. Tuvo un hijo llamado Matthew, nacido en 1958. Siempre había utilizado el nombre artístico de Shirley Grayson, pero Sam Hall la llamaba Grayson, «como un viejo compañero del ejército», dijo en una entrevista. Finalmente adoptó Grayson Hall como su nombre profesional.

## Carrera
Hall desarrolló una exitosa carrera teatral en Nueva York, con créditos en producciones off-Broadway de influyentes obras vanguardistas como «Seis personajes en busca de autor» de Luigi Pirandello (Phoenix Theatre, 1955). También actuó en la primera producción neoyorquina de «El balcón» de Jean Genet, durante más de un año en el Circle in the Square Theatre de Greenwich Village. En «El balcón», interpretó a Irma, la madame de un burdel irregular durante una revuelta revolucionaria. Esta obra de teatro off-Broadway estuvo en cartel durante muchas décadas y fue uno de los mayores éxitos de la época. Tras interpretar primero a «La Penitente», Hall tomó el papel de Irma sucediendo a Nancy Marchand.
Tras participar como estrella invitada en varios programas de televisión a mediados de la década de 1950, Hall debutó en el cine en 1961 en la película «Run Across the River». También actuó en «Satanás con tacones altos», protagonizada por Meg Myles, en la que interpretaba al dueño de un club de cabaret llamado Pepe. Más tarde, Hall renegó de esta película.
En septiembre de 1963, Hall viajó a Puerto Vallarta, México, para interpretar el papel de Judith Fellowes en la adaptación de John Huston de «La noche de la iguana», basada en la obra original de Tennessee Williams. Su interpretación de Fellowes, una profesora universitaria latentemente lesbiana, le valió una nominación al Óscar en la categoría de mejor actriz de reparto. En la obra original, el personaje de Fellowes no era simpático, pero Huston lo reescribió para darle más profundidad y simpatía.
En 1965, Hall interpretó a una cajera de banco secuestrada en la película de Walt Disney «That Darn Cat!». En 1967, se unió al elenco de la serie de televisión «El agente de CIPOL» para interpretar a una editora literaria de mediana edad que se convierte en agente de Thrush en un episodio escrito por Harlan Ellison.

### Sombras tenebrosas
Hall fue conocida principalmente por su papel en la serie «Dark Shadows» como la Doctora Julia Hoffman, la leal amiga y confidente del vampiro Barnabas Collins. También tuvo destacadas apariciones en la serie como la Condesa Natalie Dupres, Magda Rakosi, una gitana, y las hermanas Julia y Constance Collins de Brutus Collins. Además, participó en los largometrajes «House of Dark Shadows» y «Night of Dark Shadows», en los que volvió a interpretar a la Doctora Julia Hoffman y dio vida a un nuevo personaje, la ama de llaves Carlotta Drake.

### Carrera posterior
Después de su papel en «Dark Shadows», Hall protagonizó brevemente como la periodista Marge Grey en «All My Children» en 1973. También continuó su carrera en el teatro, interpretando a Warda en «The Screens» de Jean Genet entre 1971 y 1972 y a La Dama de Gris/La Mosca en «Happy End» junto a Meryl Streep y Christopher Lloyd en 1977.
En la década de 1970, Hall actuó en varios telefilmes, incluyendo Gargoyles (ABC) con Cornel Wilde y The Great Ice Rip-Off (ABC) junto a Lee J. Cobb y Gig Young. También protagonizó la película de misterio The Two Deaths of Sean Doolittle (ABC), escrita por su marido, Sam Hall.
Hall participó en el estreno en Broadway de «El suicidio» en 1980 junto a Derek Jacobi. Además, actuó junto a Geraldine Page, Carrie Nye y Madeleine Sherwood en una representación off-Broadway de «La loca de Chaillot».
Su último papel en pantalla fue el de Euphemia Ralston, la intrigante madre de Delila, en la serie de televisión «One Life to Live» que se transmitió desde julio de 1982 hasta abril de 1983.

## Muerte
Tras una batalla de seis meses contra el cáncer de pulmón, Hall falleció en el Hospital de Nueva York, en Manhattan, el 7 de agosto de 1985 a los 62 años de edad. En su memoria, se encuentra una sencilla lápida cerca de su hogar en Rhinebeck, Nueva York, que dice: «Grayson Hall - 7 de agosto de 1985». Descanse en paz.